# La Banda dei Super Cattivi
La Banda dei Super Cattivi (League of Super Evil) è una serie animata canadese prodotta da Nerd Corps Entertainment assieme a YTV, ogni episodio ha la durata di 22 minuti. In madre patria è stata trasmessa da YTV dal 7 marzo 2009 al 9 maggio 2012 per un totale di 3 stagioni, mentre in Italia è andata in onda sul canale satellitare DeA Super! dal 1º settembre 2010 ed in chiaro su Pop dal 4 maggio 2017.

## Trama
Il cartone vede le disavventure di tre cattivi più un cane che escogitano piani malvagi per prendere il controllo del quartiere di Metrotown e conquistare il mondo.

## Personaggi
| Personaggio | Ruolo                   | Doppiatore originale | Doppiatore italiano |
| ----------- | ----------------------- | -------------------- | ------------------- |
| Voltar      | Protagonista            | Scott McNeil         | Oliviero Corbetta   |
| Doktor Frog | Protagonista secondario | Lee Tockar           | Luca Ghignone       |
| Red Menace  | Protagonista terziario  | Colin Murdock        | Paolo De Santis     |
| Domageddon  | Cane                    | nessuno              | nessuno             |